# 이스라엘의 시나이반도 점령
이스라엘의 시나이반도 점령은 제3차 중동 전쟁 당시 이스라엘이 이집트의 시나이반도 지역을 15년간 점령한 것으로, 1979년 이집트–이스라엘 평화 조약의 체결을 통해 이집트가 이스라엘을 국가로 인정한다는 조건으로 1982년 이집트로 반환되었다.
점령 기간 동안 아카바만 주변과 가자 지구 남쪽에 이스라엘 정착촌 18개가 건설되었다.
1979년부터 평화 조약의 일환으로 이집트로의 단계별 반환 과정에서, 이스라엘은 정착촌 18개, 공군 기지 2개, 해군 기지 1개 등 여러 시설을 철거했으며, 이스라엘이 통제하고 있던 석유 비축분도 반환하였다.

## 역사
이스라엘군은 제2차 중동 전쟁 중 1956년 10월~11월 기간 동안 최초로 시나이반도를 점령하였지만, 강한 국제적 압력으로 인해 1957년 철수하였으며, 이 과정에서 다음 전쟁을 위해 상세한 지도 작성 및 보급품 은닉처를 다수 설치하였다. 이스라엘 철수에 대한 조건으로, 시나이반도는 비무장화되었으며 유엔 긴급군이 파견되어 이스라엘과 이집트 사이의 국경을 순찰했다. 1967년 5월, 이집트 대통령 가말 압델 나세르는 유엔 긴급군을 철수시키고 자국군을 주둔시켰다. 이스라엘은 전쟁이 임박했다 판단하여, 이집트를 선제 공격하였으며, 제3차 중동 전쟁이 발발했다. 3일 만에 이스라엘은 시나이반도 대부분을 점령했다.
이스라엘의 시나이반도 점령 이후, 이집트는 이스라엘군을 시나이반도에서 내보내기 위해 소모전(1967년~1970년)을 개시했다. 전쟁 기간 동안 수에즈 운하 지역에는 작은 분쟁부터 대규모 전투까지 지속적으로 일어났다. 이스라엘의 포트사이드, 이스마일리아, 수에즈 폭격으로 인해 민간인 사상자 다수 발생 및 수에즈 운하의 실질적인 파괴가 일어났으며, 이집트 국내 난민 70만 명이 발생했다. 최종적으로 전쟁은 전선의 변화 없이 1970년에 마무리되었다. 1973년 10월 6일 이집트는 시나이반도를 재점령하기 위해, 시리아는 골란고원을 되찾기 위해 바드르 작전을 개시했고, 욤키푸르 전쟁이 발발했다. 수에즈 운하는 1975년 다시 개통했으며, 안와르 사다트 대통령이 이집트 구축함을 타고 최초로 재개통한 운하를 지나갔다. 1979년 이집트와 이스라엘은 평화 조약을 맺으며 이스라엘이 시나이반도 전역에서 철수할 것에 동의했다. 이스라엘은 7단계에 거쳐 1982년 4월 26일 철수를 마무리했다.

## 시나이반도의 이스라엘 정착촌

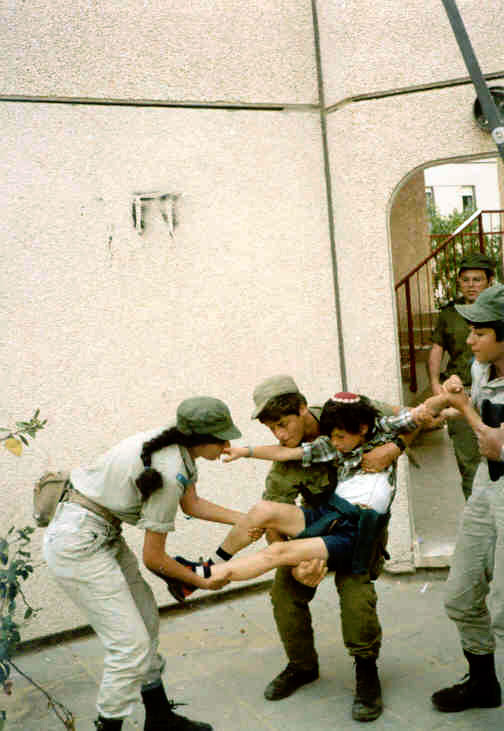
이스라엘 군인들이 강제로 야미트에서 주민을 철수시키는 모습.

이스라엘 정착촌은 두 지역, 지중해 해안과 아카바만 주변으로 나뉘어 있었다. 이스라엘은 야미트 정착촌을 인구 20만 명 가량의 도시로 성장시킬 계획이었지만, 야미트의 인구는 마지막까지 3천 명을 넘지 않았다. 야미트 지역의 정착촌은 철수 이전에 이스라엘이 전부 철거했지만, 아카바만 지역의 오피라(샤름엘셰이크), 디자하브(다하브), 네비옷(누웨이바)은 그대로 남아, 철군 이후 이집트에서 개발하였다.

### 야미트 지역
- 야미트
- 아브샬롬
- 네티브 하아사라
- 홀릿
- 디클라
- 프리엘
- 수파
- 탈메이 요세프

### 아카바만 지역
- 디자하브 (다하브)
- 네비옷 (누웨이바)
- 오피라 (샤름엘셰이크)
- 아비야 소네스타 비치 호텔 (타바)

## 같이 보기
- 이스라엘의 점령지